# The Midsummer Station
The Midsummer Station è il quarto album del progetto musicale statunitense Owl City, pubblicato il 17 agosto 2012.

## Antefatti e pubblicazione
Adam Young ha iniziato a realizzare le prime tracce demo di The Midsummer Station a gennaio 2012, dopo il flop commerciale di All Things Bright and Beautiful, uscito l'estate prima. Contrariamente ai dischi precedenti di Owl City, ha collaborato con diversi autori e produttori, tra cui Stargate e Emily Wright, per la prima volta. A tal proposito ha dichiarato di essersi sentito "un po' spaventato" dalla nuova esperienza, essendo un perfezionista abituato a fare tutto, tranne il mastering, da solo. Le demo sono state completate entro marzo tra New York e Los Angeles, e poi registrate nello studio di Young.
Il 15 maggio 2012, quattro tracce sono state pubblicate come anteprima dell'album nell'EP Shooting Star. Young ha spiegato che "questo nuovo disco è certamente un po' diverso da quello che ho fatto in passato. A volte, le band pubblicano roba e non danno dritte a nessuno. I fan pensano, 'È un po' uscito dal nulla senza spiegazione dall'artista'. Quindi ho fatto uscire l'EP per quel motivo".
La copertina del disco è stata svelata il 29 maggio. L'uscita dell'album era inizialmente prevista per il 14 agosto in tutto il mondo e per il 17 settembre nel Regno Unito, prima di essere spostata, rispettivamente, al 21 e al 20 agosto. In altri mercati è uscito il 17 agosto 2012.

## Descrizione
The Midsummer Station si discosta dalle opere precedenti di Owl City, preferendo il dance pop all'elettronica, con influenze dalla trance europea, e non è ispirato da scenari di fantasia, ma dalle esperienze personali dell'artista, principalmente i sogni e gli incubi causati dall'insonnia. Young ha dichiarato di volere che gli ascoltatori venissero catturati dalla musica senza dover impiegare molto tempo per capire cosa stesse dicendo nei testi, e l'ha descritto come "meno soggettivo nel senso che è più difficile non stare al passo. È un po' più radicato nella realtà. È un po' più accessibile".
Dreams and Disasters, un pezzo dance iper-melodico, apre il disco. L'introduzione e parte del bridge di Shooting Star erano stati scritti nel 2008 per Ocean Eyes, ma scartati in un secondo momento. Dementia è eseguita insieme a Mark Hoppus dei Blink-182, mentre Good Time è un duetto con la cantautrice canadese Carly Rae Jepsen, ed è stato scelto come singolo apripista al posto di Shooting Star visto il successo riscosso nel frattempo da Call Me Maybe di Jepsen. Silhouette è una ballata introspettiva con una melodia di pianoforte, che parla di struggimento, ansia e rimpianto; Young l'ha riscritta una decina di volte affinché avesse "la giusta dose di oscurità. Oscurità con cui faccio i conti". L'argomento di Metropolis è Superman, pur non menzionandone esplicitamente il nome.

## Accoglienza
| Recensione    | Giudizio |
| ------------- | -------- |
| AllMusic      |          |
| Newsday       | A-       |
| Rolling Stone |          |
| Spin          | 4/10     |
| USA Today     |          |

L'album ha ricevuto reazioni contrastanti dalla critica specializzata, con un punteggio normalizzato di 52/100 su Metacritic, assegnato in base a 11 recensioni.
Fred Thomas di AllMusic ha lodato la produzione su larga scala, ritenendo però che la maggior parte dell'album suonasse "riciclata", "anonima" e priva di personalità, con tracce "generiche, vuote e a malapena piacevoli", tranne alcune eccezioni rappresentate da Good Time, Metropolis, Dementia e Silhouette. Jody Rosen di Rolling Stone l'ha stroncato, scrivendo che "[Young] offre discorsi d'incoraggiamento synth pop universalmente fastidiosi" rendendolo "uno degli stilisti popvocal più insipidi della sua generazione, se non di una generazione qualsiasi"; un parere simile è stato condiviso da Keith Harris di Spin. Al contrario, Glenn Gamboa di Newsday ha lodato la "sensazione semplice e spensierata" di Good Time, così come Embers e Silhouette, ritenendo quest'ultima "senza tempo". Per Brian Mansfield di USA Today, The Midsummer Station "minimizza l'inclinazione di Young per i giochi di parole colorati, ma conserva il suo ottimismo temperato dall'ansia e le melodie da sogno ad occhi aperti."

## Tracce
1. Dreams and Disasters – 3:45 (Adam Young, Emily Wright, Nate Campany)
2. Shooting Star – 4:07 (Adam Young, Mikkel S. Eriksen, Tor Erik Hermansen, Matthew Thiessen, Dan Omelio)
3. Gold – 3:56 (Josh Crosby, Nate Campany, Emily Wright)
4. Dementia (feat. Mark Hoppus) – 3:31 (Adam Young)
5. I'm Coming After You – 3:30 (Adam Young, Matthew Thiessen, Brian Lee)
6. Speed of Love – 3:28 (Adam Young, Matthew Thiessen, Sam Hollander)
7. Good Time (feat. Carly Rae Jepsen) – 3:26 (Adam Young, Matthew Thiessen, Brian Lee)
8. Embers – 3:45 (Adam Young, Emily Wright, Nate Campany)
9. Silhouette – 4:12 (Adam Young)
10. Metropolis – 3:39 (Adam Young, Matthew Thiessen)
11. Take It All Away – 3:31 (Adam Young, Allan P. Grigg, Emily Wright, Nate Campany)

Traccia bonus su iTunes
1. Bombshell Blonde – 3:26 (Adam Young, Matthew Thiessen)

Traccia bonus versione giapponese
1. Top of the World – 3:30 (Adam Young)

## Formazione
Crediti tratti dalle note di copertina dell'album.
Owl City
- Adam Young – voce, programmazione batteria, tastiera, piano, celesta, sintetizzatore, chitarra, basso, lap steel, campionatore, batteria, percussioni, glockenspiel, campane, fisarmonica, loop

Altri musicisti
- Chris Carmichael – violino, viola, violoncello (tracce 8 e 10)
- Josh Crosby – batteria aggiuntiva, tastiere, programmazione, cori (traccia 3)
- Mikkel S. Eriksen – chitarra, basso, tastiere (traccia 2)
- Tor Erik Hermansen – tastiere aggiuntive, programmazione (traccia 2)
- Mark Hoppus – voce aggiuntiva (traccia 4)
- Carly Rae Jepsen – voce aggiuntiva (traccia 7)
- Keith Kenniff – contrabbasso arcuato, sintetizzatore, batteria (traccia 9)
- Kool Kojak – tastiere aggiuntive, programmazione (traccia 11)
- The Minneapolis Youth Chorus – voce aggiuntiva (traccia 7)
- Dustin Sauder – chitarre elettriche e acustiche (traccia 3)
- Matthew Thiessen – cori (tracce 5 e 7)

## Successo commerciale
Negli Stati Uniti, The Midsummer Station ha segnato il primo ingresso in top 10 di Owl City, esordendo settimo sulla Billboard 200 con 30 000 copie, il 72% delle quali derivanti da download digitali. Good Time ha raggiunto un picco in ottava posizione sulla Billboard Hot 100.
Nel Regno Unito, l'album si è posizionato 34º con 3 281 copie vendute nel corso della prima settimana.

## Classifiche
| Classifica (2012) | Posizione massima |
| ----------------- | ----------------- |
| Australia         | 29                |
| Belgio (Fiandre)  | 82                |
| Belgio (Vallonia) | 144               |
| Canada            | 1                 |
| Francia           | 88                |
| Germania          | 44                |
| Giappone          | 19                |
| Nuova Zelanda     | 24                |
| Norvegia          | 35                |
| Paesi Bassi       | 36                |
| Regno Unito       | 34                |
| Stati Uniti       | 7                 |
| Svizzera          | 61                |